# Episurf Medical
Episurf Medical AB är ett svenskt tillverkningsföretag för medicinska implantat och kirurgiska instrument med säte i Stockholm. 
Episurf Medical AB tillverkar implantat och kirurgiska instrument i enskilda exemplar eller små serier.
Episurf Medical AB:s aktie är noterad på Stockholmsbörsen. Den finns på Small Cap-listan.